# UTC−0:45
UTC-0:45 — позначення для відмінних від UTC часових зон на — 45 хвилин. Іноді також вживається поняття «часовий пояс UTC-0:45». Такий час використовувався у Ліберії до 1972 року. З 1882 по 1919 тут діяв час UTC-0:43:08, після цього він був змінений на UTC-0:44:30, що округлено дає UTC-0:45. У 1972 році використання UTC-0:45 було припинене.

## Використання
Зараз не використовується

## Історія використання
Час UTC-0:20 використовувався:

### Як стандартний час
- Ліберія

### Як літній час
Ніде не використовувався